# Caroline Drasbæk
Caroline Drasbæk (født 26. september 1974) er en dansk skuespillerinde.
Drasbæk er datter af designer Søs Drasbæk.

## Filmografi
- Pizza King (1999)

### Tv-serier
- TAXA (1997-1999)
- Pyrus i alletiders eventyr (2000)
- Skjulte spor (2003)
- Lulu & Leon (2009)